# Ain El Hadjar
Ain El Hadjar (em árabe: عين الحجر), anteriormente Aboutville, é uma cidade e comuna localizada na província de Bouira, Argélia. Segundo o censo de 2008, a população total da cidade era de 9 260 habitantes.